# Эдиев, Исмаил Ибрагимович
Исмаи́л Ибраги́мович Эди́ев (род. 16 февраля 1988, Комсомольское, Чечено-Ингушская АССР, СССР) — российский футболист, защитник.

## Карьера
Воспитанник «Терека», в котором и начал профессиональную карьеру в 2005 году. Дебютировал в Премьер-лиге 6 ноября, выйдя в стартовом составе в матче 29-го тура против московского «Локомотива» (0:3). С августа 2011 года по май 2012 года на правах аренды выступал за «Факел». Летом 2012 года прошёл все предсезонные сборы с «Тереком», однако, 31 августа был отдан в аренду «Черноморцу». Зимой 2013 года перешёл в «Металлург-Кузбасс». В сезоне 2013/14 защищал цвета «Мордовии». В июле 2014 года пополнил ряды «СКА-Энергии». В 2018 году подписал контракт с «Ротором». В феврале 2019 года перешёл в «Томь». В сентябре 2020 года пополнил ряды «Нижнего Новгорода». Завершил карьеру в 2022 году в «Кубани».

## Достижения
- Победитель Первой лиги: 2013/14
- Серебряный призёр Первой лиги: 2007
- Бронзовый призёр Первой лиги (2): 2018/2019, 2020/21